# A magyar labdarúgó-válogatott mérkőzései 1952-ben
A magyar labdarúgó-válogatottnak 1952-bean tizenkét találkozója volt, az NDK válogatott első mérkőzése volt a bevezető, sokáig nem tekintették hivatalosnak a németek. A Szovjetunió elleni májusi két találkozót a magyar szövetség is csak később vette a hivatalos találkozók közé, ezek a szovjet csapat első nemzetközi mérkőzései.
Két bemelegítő mérkőzés következett, Lengyel- és Finnország ellen az olimpiai-torna előtt. Az 1952. évi helsinki olimpia csoportmérkőzésein Románia, Törökország és a nagy rivális Olaszország csapatait legyőzve jutott túl a magyar válogatott. Az elődöntőben 1948 olimpia bajnoka és az 1950-es labdarúgó-világbajnokság bronzérmese, Svédország volt a következő ellenfél. A lendületben lévő magyar csapat 6–0-ra nyert. A döntőben Jugoszlávia ellen Puskás Ferenc 11-esét még védte Beara kapus, de a második félidőben előbb Puskás, majd a 88. percben Czibor is betalált a kapuba.
Olimpiai bajnok Magyarország!
Szövetségi kapitány:
- Sebes Gusztáv

## Eredmények
| 284. mérkőzés 1952. május 18. | Magyarország                                       | 5 – 0             | NDK | Üllői út, Budapest Nézőszám: 38 000 Játékvezető: Józef Szlejfer (POL) |
| 284. mérkőzés 1952. május 18. | Hidegkuti 14' 73' Szusza 19' Kocsis 59' Sándor 84' | (2 – 0) Részletek |     | Üllői út, Budapest Nézőszám: 38 000 Játékvezető: Józef Szlejfer (POL) |

| 285. mérkőzés 1952. május 24. | Szovjetunió · (Moszkva válogatott) | 1 – 1             | Magyarország | Dinamo-stadion, Moszkva Nézőszám: 80 000 Játékvezető: Nyikolaj Gavrilovics Latisev (URS) |
| 285. mérkőzés 1952. május 24. | Bobrov 36'                         | (1 – 0) Részletek | Palotás 50'  | Dinamo-stadion, Moszkva Nézőszám: 80 000 Játékvezető: Nyikolaj Gavrilovics Latisev (URS) |

| 286. mérkőzés 1952. május 27. | Szovjetunió · (Moszkva válogatott) | 2 – 1             | Magyarország | Dinamo-stadion, Moszkva Nézőszám: 80 000 Játékvezető: Pjotr Andrejevics Belov (URS) |
| 286. mérkőzés 1952. május 27. | Nyikolajev 19' Iljin 55'           | (1 – 0) Részletek | Puskás 56'   | Dinamo-stadion, Moszkva Nézőszám: 80 000 Játékvezető: Pjotr Andrejevics Belov (URS) |

| 287. mérkőzés 1952. június 15. | Lengyelország | 1 – 5             | Magyarország                               | CWKS-stadion, Varsó Nézőszám: 50 000 Játékvezető: Józef Szlejfer (POL) |
| 287. mérkőzés 1952. június 15. | Alszer 55'    | (0 – 5) Részletek | Kocsis 7' 42' Puskás 25' 33' Hidegkuti 26' | CWKS-stadion, Varsó Nézőszám: 50 000 Játékvezető: Józef Szlejfer (POL) |

| 288. mérkőzés 1952. június 22. | Finnország     | 1 – 6             | Magyarország                                         | Olimpiai stadion, Helsinki Nézőszám: 25 000 Játékvezető: John Erik Andersson (SWE) |
| 288. mérkőzés 1952. június 22. | Lehtovirta 57' | (0 – 2) Részletek | Puskás 11' Bozsik 31' Kocsis 49' 80' 84' Palotás 75' | Olimpiai stadion, Helsinki Nézőszám: 25 000 Játékvezető: John Erik Andersson (SWE) |

| 289. mérkőzés 1952. július 15. Olimpiai-selejtező | Magyarország          | 2 – 1             | Románia  | Turku Nézőszám: 14 000 Játékvezető: Nyikolaj Gavrilovics Latisev (URS) |
| 289. mérkőzés 1952. július 15. Olimpiai-selejtező | Czibor 22' Kocsis 73' | (1 – 0) Részletek | Suru 86' | Turku Nézőszám: 14 000 Játékvezető: Nyikolaj Gavrilovics Latisev (URS) |

| 290. mérkőzés 1952. július 21. Olimpiai-csoportmérkőzés | Magyarország               | 3 – 0             | Olaszország | Pellokenta-stadion, Helsinki Nézőszám: 20 000 Játékvezető: Karel van der Meer (HOL) |
| 290. mérkőzés 1952. július 21. Olimpiai-csoportmérkőzés | Palotás 11' 20' Kocsis 83' | (2 – 0) Részletek |             | Pellokenta-stadion, Helsinki Nézőszám: 20 000 Játékvezető: Karel van der Meer (HOL) |

| 291. mérkőzés 1952. július 24. Olimpiai-csoportmérkőzés | Magyarország                                                    | 7 – 1             | Törökország | Kotka Nézőszám: 20 000 Játékvezető: Wolf Karni (FIN) |
| 291. mérkőzés 1952. július 24. Olimpiai-csoportmérkőzés | Palotás 18' Kocsis 22' 72' Lantos 48' Puskás 64' 90' Bozsik 70' | (2 – 0) Részletek | Gürdal 67'  | Kotka Nézőszám: 20 000 Játékvezető: Wolf Karni (FIN) |

| 292. mérkőzés 1952. július 28. Olimpiai-elődöntő | Magyarország                                                         | 6 – 0             | Svédország | Olimpiai stadion, Helsinki Nézőszám: 35 000 Játékvezető: William Ling (ENG) |
| 292. mérkőzés 1952. július 28. Olimpiai-elődöntő | Puskás 1' Palotás 16' Lindh 36' (öngól) Kocsis 58' 63' Hidegkuti 59' | (3 – 0) Részletek |            | Olimpiai stadion, Helsinki Nézőszám: 35 000 Játékvezető: William Ling (ENG) |

| 293. mérkőzés 1952. augusztus 2. Olimpiai-döntő | Jugoszlávia | 0 – 2             | Magyarország          | Olimpiai stadion, Helsinki Nézőszám: 60 000 Játékvezető: Arthur Ellis (ENG) |
| 293. mérkőzés 1952. augusztus 2. Olimpiai-döntő |             | (0 – 0) Részletek | Puskás 71' Czibor 88' | Olimpiai stadion, Helsinki Nézőszám: 60 000 Játékvezető: Arthur Ellis (ENG) |

| 294. mérkőzés 1952. szeptember 20. Európa-kupa | Svájc                 | 2 – 4             | Magyarország                            | Wankdorf Stadion, Bern Nézőszám: 35 000 Játékvezető: Arthur Ellis (ENG) |
| 294. mérkőzés 1952. szeptember 20. Európa-kupa | Hügi II 5' Fatton 11' | (2 – 2) Részletek | Puskás 36' 45' Kocsis 56' Hidegkuti 74' | Wankdorf Stadion, Bern Nézőszám: 35 000 Játékvezető: Arthur Ellis (ENG) |

| 295. mérkőzés 1952. október 19. | Magyarország                               | 5 – 0             | Csehszlovákia | Megyeri út, Budapest Nézőszám: 48 000 Játékvezető: Józef Szlejfer (POL) |
| 295. mérkőzés 1952. október 19. | Hidegkuti 5' Egresi 14' Kocsis 27' 37' 78' | (4 – 0) Részletek |               | Megyeri út, Budapest Nézőszám: 48 000 Játékvezető: Józef Szlejfer (POL) |